# Mariano Andújar
Mariano Gonzalo Andújar (Villa Lugano, Buenos Aires, Argentina; 30 de julio de 1983) es un exfutbolista y dirigente deportivo argentino. Jugaba como arquero, surgido de las inferiores de Huracán y con trayectoria en Europa. Su último equipo fue Club Estudiantes de La Plata, donde fue el futbolista que mayor cantidad de veces ocupó ese puesto en la historia de la institución, además de ser el tercer jugador con más presencias en la historia del club.
El 16 de octubre de 2024 se anunció su contratación como director deportivo del Club Atlético Banfield.

## Trayectoria
Andújar comenzó su carrera en Huracán en el año 2003 tras el suicidio de Sergio Schulmeister cuando el club estaba prácticamente descendido a la B Nacional.
En el año 2005, Andújar firmó con el club Palermo de la Serie A italiana. Jugó la Copa de la UEFA 2005-06, donde llegó hasta octavos de final perdiendo contra Schalke 04. Jugó al lado de Andrea Barzagli y su compatriota Mariano González. Además logró clasificar a la Copa de la UEFA 2006-07.
Posteriormente vuelve a la Argentina en el 2006 para jugar en el Club Estudiantes de La Plata dirigido por Diego Simeone. Con el club platense ganaría el Torneo Apertura 2006, lograría ser subcampeón de la Copa Sudamericana 2008 y campeón de la Copa Libertadores 2009, en esta última copa, estuvo ocho partidos consecutivos con la valla invicta, además, no recibió goles en 11 de los 16 partidos que atajó en la copa y también terminó con el arco en cero de local.
A mediados de junio de 2009, el club Catania adquirió los servicios de Mariano Andújar, que tuvo un vínculo con la institución italiana durante cuatro temporadas.
A principios de 2012, el Catania lo cedió a préstamo por seis meses a Estudiantes.
El 28 de enero de 2014 fue adquirido por el Napoli, que lo dejó en préstamo al Catania hasta el fin de la temporada, en la cual fue uno de los protagonistas del descenso del club siciliano. El 11 de diciembre debutó con la camiseta napolitana en la Liga Europea contra el Slovan Bratislava. El 22 de enero de 2015 jugó de titular en el partido de octavos de final ante el Udinese, parando el penalti decisivo de la tanda por el paso a los cuartos. El 23 de febrero debutó como titular en la liga, en lugar de Rafael, contra el Sassuolo. Fue parte del equipo que jugó la Liga de Campeones de la UEFA 2014-15.
El 8 de septiembre de 2015, el arquero porteño volvió a su país, cedido a préstamo a su viejo club Estudiantes; el 25 de julio de 2016, firmó un contrato por tres temporadas con los albirrojos.
El 9 de marzo de 2022, Estudiantes superó a Everton de Chile por la tercera fase de la Copa Libertadores 2022, en el Estadio Sausalito, y llegó a 41 partidos por Copa Libertadores con la camiseta de Estudiantes. Así, alcanzó el podio histórico del club en dicha competencia, superando la marca de Juan Sebastián Verón.
El domingo 20 de marzo de 2022, luego del empate de Estudiantes ante Gimnasia en el Estadio Juan Carmelo Zerillo, por la Copa de la Liga Profesional, Mariano Andújar pasó a ser el quinto futbolista con mayor cantidad de presencias en la historia del club, con 363 partidos oficiales disputados, y el primero en el puesto de arquero.
El 13 de diciembre de 2023 integró el equipo titular del Estudiantes de La Plata campeón de la Copa Argentina 2023. Días después anunció su retiro del fútbol profesional.

## Selección nacional
El 11 de noviembre de 2007, recibió su primera convocatoria a la Selección Argentina, para enfrentar los partidos versus Venezuela y Bolivia, correspondientes a las Eliminatorias rumbo a la Copa Mundial de Sudáfrica de 2010.
Su debut fue frente a Colombia el 6 de junio de 2009 por las Eliminatorias de la Copa Mundial de Sudáfrica de 2010. Argentina ganó el partido 1:0 y Andújar tuvo una buena actuación, por la cual fue confirmado para el segundo partido contra Ecuador el 10 de junio. En dicho partido, Argentina perdió 0:2 frente al conjunto local en Quito, el arquero se mostró seguro y no tuvo responsabilidad en los goles.
Después de los encuentros por las eliminatorias, Andújar recibió la convocatoria por Diego Armando Maradona para enfrentar a Rusia en un partido amistoso en Moscú el 12 de agosto de 2009. En dicho partido, la Argentina derrotó a Rusia por 3:2.
Posteriormente, Andújar fue convocado nuevamente para enfrentar a Brasil y Paraguay por las eliminatorias. En el encuentro contra los brasileños, Argentina perdió de local 1:3 en Rosario. Después de la derrota, Andújar no volvió a jugar en el seleccionado, siendo reemplazado por Sergio Romero. Fue convocado por Maradona para completar la lista de los 23 jugadores, siendo elegido como segundo arquero, para el mundial Sudáfrica 2010. Pero no pudo jugar, debido a que Sergio Romero jugó todos los partidos disputados en el mundial.
Una lesión de Romero posibilitó que volviera al arco argentino para los amistosos ante Estados Unidos y Costa Rica en marzo de 2011. Andújar no respondió a las expectativas y no iba a ser convocado para la Copa América 2011 pero el mismo día en que Sergio Batista iba a dar la lista, Oscar Ustari se rompió los ligamentos, quedando marginado, y finalmente fue convocado horas más tarde por encima de Adrián Gabbarini.

### Participaciones en Copas del Mundo
| Mundial           | Sede      | Resultado        | Partidos |
| ----------------- | --------- | ---------------- | -------- |
| Copa Mundial 2010 | Sudáfrica | Cuartos de final | 0        |
| Copa Mundial 2014 | Brasil    | Subcampeón       | 0        |

### Participaciones en Copa América
| Copa América            | Sede           | Resultado        | Partidos |
| ----------------------- | -------------- | ---------------- | -------- |
| Copa América 2011       | Argentina      | Cuartos de final | 0        |
| Copa América 2015       | Chile          | Subcampeón       | 0        |
| Copa América Centenario | Estados Unidos | Subcampeón       | 0        |

## Estadísticas

### Como jugador
- Actualizado hasta el 13 de diciembre de 2023.

| Club                              | Div               | Temporada         | Liga     | Liga  | Copas nacionales | Copas nacionales | Torneos internacionales | Torneos internacionales | Otros(1) | Otros(1) | Total    | Total |
| Club                              | Div               | Temporada         | Partidos | Goles | Partidos         | Goles            | Partidos                | Goles                   | Partidos | Goles    | Partidos | Goles |
| --------------------------------- | ----------------- | ----------------- | -------- | ----- | ---------------- | ---------------- | ----------------------- | ----------------------- | -------- | -------- | -------- | ----- |
| Huracán Argentina                 | 1.ª               | 2001-02           | 0        | 0     | -                | -                | -                       | -                       | -        | -        | 0        | 0     |
| Huracán Argentina                 | 1.ª               | 2002-03           | 7        | 0     | -                | -                | -                       | -                       | -        | -        | 7        | 0     |
| Huracán Argentina                 | 2.ª               | 2003-04           | 17       | 0     | -                | -                | -                       | -                       | 2        | 0        | 19       | 0     |
| Huracán Argentina                 | 2.ª               | 2004-05           | 36       | 0     | -                | -                | -                       | -                       | -        | -        | 36       | 0     |
| Huracán Argentina                 | Total club        | Total club        | 60       | 0     | 0                | 0                | 0                       | 0                       | 2        | 0        | 62       | 0     |
| Palermo · Italia                  |                   |                   |          |       |                  |                  |                         |                         |          |          |          |       |
| 1.ª                               | 2005-06           | 11                | 0        | 3     | 0                | 7                | 0                       | -                       | -        | 21       | 0        |       |
| Total club                        | Total club        | 11                | 0        | 3     | 0                | 7                | 0                       | 0                       | 0        | 21       | 0        |       |
| Estudiantes de La Plata Argentina | 1.ª               | 2006-07           | 35       | 0     | -                | -                | -                       | -                       | -        | -        | 35       | 0     |
| Estudiantes de La Plata Argentina | 1.ª               | 2007-08           | 36       | 0     | -                | -                | 10                      | 0                       | -        | -        | 46       | 0     |
| Estudiantes de La Plata Argentina | 1.ª               | 2008-09           | 34       | 0     | -                | -                | 26                      | 0                       | -        | -        | 60       | 0     |
| Estudiantes de La Plata Argentina | Total club        | Total club        | 105      | 0     | 0                | 0                | 36                      | 0                       | 0        | 0        | 141      | 0     |
| Catania · Italia                  |                   |                   |          |       |                  |                  |                         |                         |          |          |          |       |
| 1.ª                               | 2009-10           | 35                | 0        | 0     | 0                | -                | -                       | -                       | -        | 35       | 0        |       |
| 1.ª                               | 2010-11           | 37                | 0        | 0     | 0                | -                | -                       | -                       | -        | 37       | 0        |       |
| 1.ª                               | 2011-12           | 16                | 0        | 1     | 0                | -                | -                       | -                       | -        | 17       | 0        |       |
| Total club                        | Total club        | 88                | 0        | 1     | 0                | 0                | 0                       | 0                       | 0        | 89       | 0        |       |
| Estudiantes de La Plata Argentina | 1.ª               | 2011-12           | 18       | 0     | 0                | 0                | -                       | -                       | -        | -        | 18       | 0     |
| Estudiantes de La Plata Argentina | Total club        | Total club        | 18       | 0     | 0                | 0                | 0                       | 0                       | 0        | 0        | 18       | 0     |
| Catania · Italia                  |                   |                   |          |       |                  |                  |                         |                         |          |          |          |       |
| 1.ª                               | 2012-13           | 34                | 0        | 1     | 0                | -                | -                       | -                       | -        | 35       | 0        |       |
| 1.ª                               | 2013-14           | 24                | 0        | 1     | 0                | -                | -                       | -                       | -        | 25       | 0        |       |
| Total club                        | Total club        | 58                | 0        | 2     | 0                | 0                | 0                       | 0                       | 0        | 60       | 0        |       |
| Total Catania                     | Total Catania     | Total Catania     | 146      | 0     | 3                | 0                | -                       | -                       | -        | -        | 149      | 0     |
| Napoli · Italia                   |                   |                   |          |       |                  |                  |                         |                         |          |          |          |       |
| 1.ª                               | 2014-15           | 15                | 0        | 4     | 0                | 8                | 0                       | -                       | -        | 27       | 0        |       |
| 1.ª                               | 2015-16           | 0                 | 0        | 0     | 0                | 0                | 0                       | -                       | -        | 0        | 0        |       |
| Total club                        | Total club        | 15                | 0        | 4     | 0                | 8                | 0                       | 0                       | 0        | 27       | 0        |       |
| Estudiantes de La Plata Argentina | 1.ª               | 2015              | 0        | 0     | 0                | 0                | -                       | -                       | -        | -        | 0        | 0     |
| Estudiantes de La Plata Argentina | 1.ª               | 2016              | 12       | 0     | 0                | 0                | -                       | -                       | -        | -        | 12       | 0     |
| Estudiantes de La Plata Argentina | 1.ª               | 2016-17           | 24       | 0     | 2                | 0                | 8                       | 0                       | -        | -        | 34       | 0     |
| Estudiantes de La Plata Argentina | 1.ª               | 2017-18           | 26       | 0     | 0                | 0                | 10                      | 0                       | -        | -        | 36       | 0     |
| Estudiantes de La Plata Argentina | 1.ª               | 2018-19           | 24       | 0     | 9                | 0                | 2                       | 0                       | -        | -        | 35       | 0     |
| Estudiantes de La Plata Argentina | 1.ª               | 2019-20           | 23       | 0     | 15               | 0                | -                       | -                       | -        | -        | 38       | 0     |
| Estudiantes de La Plata Argentina | 1.ª               | 2021              | 25       | 0     | 13               | 0                | -                       | -                       | -        | -        | 38       | 0     |
| Estudiantes de La Plata Argentina | 1.ª               | 2022              | 25       | 0     | 14               | 0                | 13                      | 0                       | -        | -        | 52       | 0     |
| Estudiantes de La Plata Argentina | 1.ª               | 2023              | 25       | 0     | 18               | 0                | 11                      | 0                       | -        | -        | 54       | 0     |
| Estudiantes de La Plata Argentina | Total club        | Total club        | 184      | 0     | 71               | 0                | 44                      | 0                       | 0        | 0        | 299      | 0     |
| Total Estudiantes                 | Total Estudiantes | Total Estudiantes | 307      | 0     | 71               | 0                | 80                      | 0                       | 0        | 0        | 458      | 0     |
| Total carrera                     | Total carrera     | Total carrera     | 539      | 0     | 81               | 0                | 95                      | 0                       | 2        | 0        | 717      | 0     |

### Como mánager
| Equipo   | País      | Año   |
| -------- | --------- | ----- |
| Banfield | Argentina | 2024- |

(1) Incluye partidos de Promoción.

## Palmarés

### Campeonatos nacionales
| Título              | Equipo                  | País      | Año    |
| ------------------- | ----------------------- | --------- | ------ |
| Primera División    | Estudiantes de La Plata | Argentina | A-2006 |
| Supercopa de Italia | Napoli                  | Italia    | 2014   |
| Copa Argentina      | Estudiantes de La Plata | Argentina | 2023   |

### Campeonatos internacionales
| Título                       | Equipo                  | Sede           | Año  |
| ---------------------------- | ----------------------- | -------------- | ---- |
| Copa Libertadores de América | Estudiantes de La Plata | Belo Horizonte | 2009 |

### Distinciones individuales
| Distinción                                    | Otorgado por | Año  |
| --------------------------------------------- | ------------ | ---- |
| Deportista destacado de la Ciudad de La Plata | La Plata     | 2024 |